# Польова місія з прав людини в Криму
Польова місія з прав людини в Криму — неурядова організація, яка поширює інформацію про порушення прав людини в Криму.

## Діяльність
Польова місія з прав людини в Криму — це вільна асоціація правозахисників з України, Росії та інших держав. З весни 2014 року вона готує регулярні звіти (моніторинг) про порушення прав людини в АР Крим після тимчасової окупації російськими військами та окупаційного режиму Російської Федерації. Перш за все, вона повідомила про дискримінацію кримських татар, які публічно виступили проти інтеграції. Вона спостерігала та писала про несправедливі суди над деякими кримськими татарами.
Критичні громадяни, журналісти та блогери зазнали сильного особистого тиску з боку окупаційної російської влади і здебільшого покинули півострів. Членів групи також кілька разів викликали російські спецслужби та погрожували їм.
7 липня 2015 року польова місія з прав людини в Криму була затверджена Радою Федерації Російської Федерації для реєстрації як «Небажана іноземна організація» разом з 11 інших американських, польських та українських організацій. 9 вересня вона оголосила про зміну структур, що практично означає припинення попередньої діяльності. 28 жовтні 2015 року вона опублікувала свою останню на сьогодні заяву, в якій закликала використовувати міжнародних спостерігачів з боку ОБСЄ та інших міжнародних організацій для моніторингу прав людини в Криму.
Вона згадала роботу інших неурядових організацій, таких як Ініціативна група з прав людини в Криму.

## Вебпосилання
- Краткий обзор ситуации по Крыму полевой миссии по правам человека (май 2014 года)
- Повний текст звіту Кримської польової місії за квітень 2015 року
- Повний текст звіту Кримської польової місії за травень 2015 року
- Повний текст звіту Кримської польової місії за липень 2015 року
- Föderationsrat Russlands will Feldmission Menschenrechte auf der Krim mundtot machen Pressemitteilung der Gesellschaft für bedrohte Völker, 8. Juli 2015